# فيرا مينشيك
فيرا فرانسيفنا مينسيكوفا ((الروسية: Вера Францевна Менчик)؛ 16 فبراير 1906 - 26 يونيو 1944)، كانت لاعبة شطرنج تشيكوسلوفاكية روسية المولد وكانت تقيم بشكل أساسي في إنجلترا. كانت أول وأطول بطلة للعالم في الشطرنج للسيدات من عام 1927 إلى عام 1944، وفازت بالبطولة ثماني مرات في المقام الأول في بطولات دورة روبن. في عصر كانت فيه النساء يتنافسن في المقام الأول ضد نساء أخريات، كانت مينشيك المرأة الأولى والوحيدة التي تتنافس في بطولات المستوى الرئيسي مع أفضل اللاعبين في العالم.
ولدت مينشيك في موسكو لأب تشيكي وأم إنجليزية. بدأت لعب الشطرنج بشكل تنافسي في المدرسة في سن الرابعة عشرة قبل وقت قصير من قيام الثورة الروسية التي دفعت عائلتها إلى مغادرة روسيا والانتقال إلى إنجلترا في عام 1921. انضمت إلى نادي هيستينغز للشطرنج في عام 1923، حيث بدأت التدريب مع جيمس درويت وجيزا ماروتشي. أسست مينشيك نفسها كأفضل لاعبة في البلاد في عام 1925 بفوزها على بطلة السيدات البريطانية إيديث برايس في مباراتين، ثم على العالم بفوزها ببطولة العالم للشطرنج للسيدات الافتتاحية في عام 1927.
بدأت مينشيك المنافسة في بطولات المستوى الرئيسي في عام 1928. بعد أول نجاح كبير لها في رامزغيت في عام 1929 عندما تقاسمت المركز الثاني مع أكيبا روبنشتاين، تمت دعوتها بانتظام لحضور أحداث النخبة هذه على مدار العقد التالي، بما في ذلك مؤتمر هستينغز المحلي. أفضل نتيجة لها في بطولة هستينغز بريمير كانت في 1931/32 عندما هزمت بطل العالم المستقبلي ماكس إيوي ومير سلطان خان. في أواخر مسيرتها المهنية، فازت مينشيك بمباراة وحيدة في بطولة العالم للسيدات ضد سونيا جراف، اللاعبة التالية في عصرها. ظلت مينشيك نشطة حتى وفاتها عام 1944، عندما قُتلت في غارة جوية ألمانية دمرت منزلها خلال الحرب العالمية الثانية.
كانت مينشيك هي لاعبة الشطرنج المهيمنة قبل الحرب، حيث فازت بما لا يقل عن 59 مباراة متتالية في بطولات بطولة العالم للسيدات. تضمنت أبرز نجاحاتها ضد اللاعبين الذكور انتصارين ونتيجة إيجابية ضد إيوي ونتيجة إيجابية في 29 مباراة معروفة ضد سير جورج توماس، الذي حصل على لقب أستاذ دولي (IM). قيل إن اللاعبين من المستوى الرئيسي الذين هزمتهم مينشيك هم أعضاء في نادي فيرا مينشيك، والذي ضم ستة لاعبين حصلوا على لقب أستاذ كبير (GM) أو ما يعادله الفخري. سمى كأس الفريق الفائز في أولمبياد الشطرنج للسيدات بكأس فيرا مينشيك تكريما لها.

## النشأة

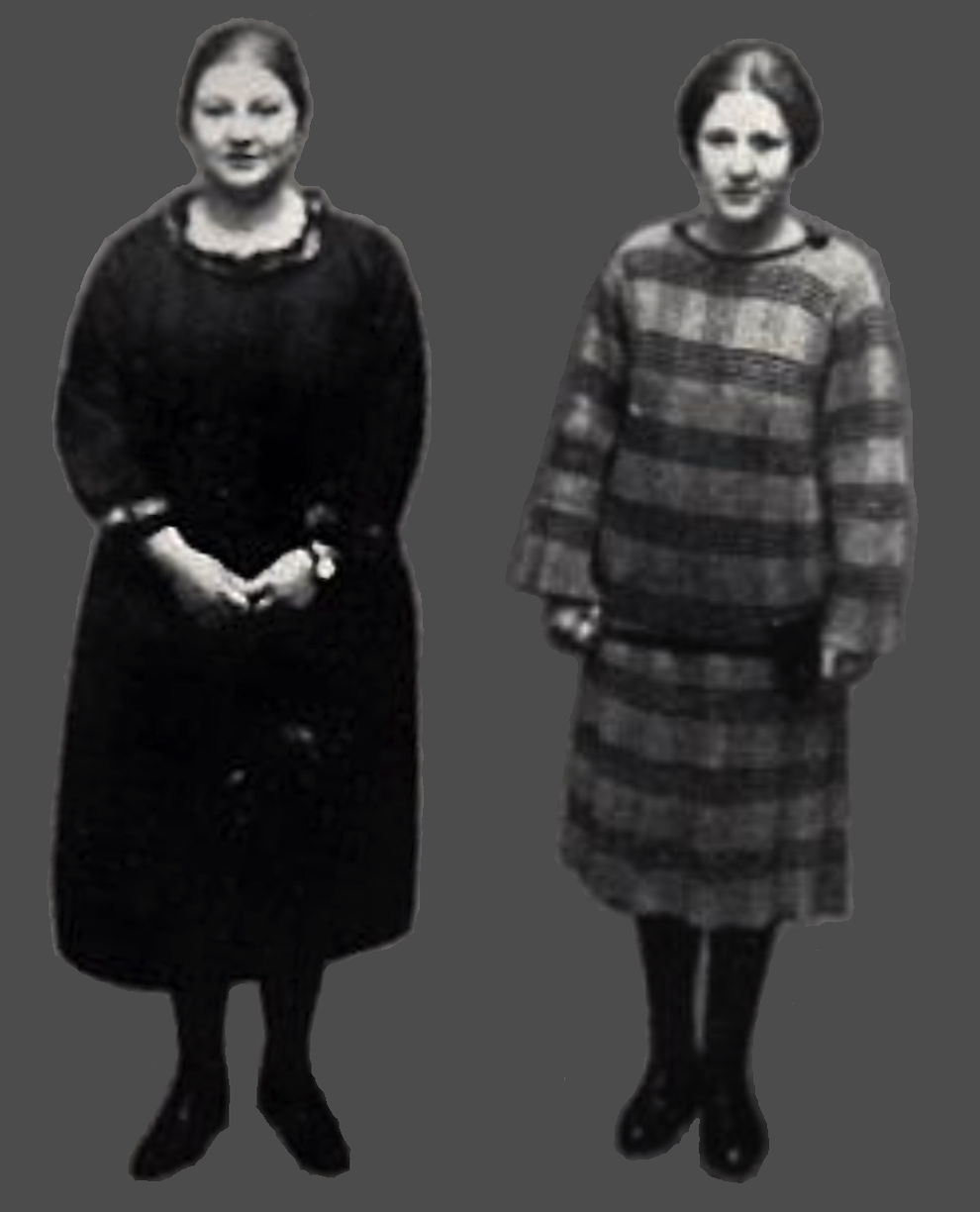
فيرا مينشيك (يسار) وشقيقتها أولجا عام 1926، من مجلة الشطرنج البريطانية

ولدت فيرا مينسيكوفا في 16 فبراير 1906 في موسكو لأبوين أولغا (اسم الولادة: Illingworth
) وفرانتيشك مينشيك،. وهما إنجليزيان وتشيكيان على التوالي. كان لديها أخت أصغر منها أولجا التي ولدت بعد عام أو عامين وأصبحت أيضًا لاعبة شطرنج. عملت والدتها وأبيها لدى أصحاب العقارات الذين كانوا أعضاء في طبقة النبلاء الروس. كانت والدتها مربية تعمل كمدرسة خاصة لأطفال المالكين بينما كان والدها مديرًا لممتلكاتهم. كان والدا والدتها يعيشان بالفعل في روسيا، حيث كان والد والدتها آرثر يعمل في تصنيع القطن. جاء والد فيرا إلى روسيا عام 1904 بعد دعوة من عمه للعمل ميكانيكيًا في مصنع النسيج الخاص به. امتلك والدها فيما بعد مطحنة واستأنف العمل كميكانيكي. عاشت مينشيك وعائلتها في شقة كبيرة مكونة من ست غرف، وكان مستوى معيشتهم أعلى من المتوسط.
تعلمت مينشيك كيفية لعب الشطرنج على يد والدها في سن التاسعة. عندما كانت في الحادية عشرة من عمرها، بدأت الثورة الروسية عام 1917 في إعادة تشكيل حياتها. واضطرت عائلتها إلى تقاسم المساحة الإضافية في شقتهم مع السكان الفقراء في الطوابق السفلية من المبنى. حولت مينشيك تعليمها من مدرسة خاصة للفتيات إلى مدرسة عامة سوفيتية، واستولوا على مطحنة والدها. وفي مدرستها الجديدة، أنشأ الطلاب ناديًا للشطرنج في عامها الأخير في موسكو. انضمت مينشيك إلى النادي ولعبت أول بطولة لها هناك في سن الرابعة عشرة مع طلاب ومعلمين آخرين، ولم يكن أي منهم من النساء أو الفتيات. على الرغم من أن البطولة لم تكتمل، إلا أن مينشيك ستحتل المركز الثاني أو الثالث. وذكرت أن البطولة "ولدت روحها الرياضية". لم يمض وقت طويل بعد ذلك، غادرت مينشيك روسيا في عام 1921 وسط انفصال والديها واضطرت عائلتهم بالفعل إلى الانتقال إلى منزل مختلف. بقيت هي وشقيقتها مع والدتهما وانتقلتا إلى هستينغز على الساحل الجنوبي الشرقي لإنجلترا للعيش مع جدتهما لأمهما ماري، التي غادرت موسكو بالفعل إلى هستينغز بسبب الحرب. في هذه الأثناء، عاد والدها إلى بوهيميا ليعيش في منزل طفولته في بيسترا جيزيرو.
عندما وصلت مينشيك إلى إنجلترا، كانت تتحدث اللغة الروسية فقط. بدأت في التركيز أكثر على لعبة الشطرنج جزئيًا لأنها لم تكن بحاجة إلى معرفة اللغة الإنجليزية جيدًا للعبها. انضمت مينشيك إلى نادي هستينغز للشطرنج في مارس 1923 عندما كان عمرها 17 عامًا. وكان النادي مشهورًا للغاية، حيث بدأ بالفعل في استضافتها في عيد الميلاد بمؤتمر هستينغز الدولي للشطرنج، وهي بطولة سنوية تضم بعضًا من أفضل اللاعبين في العالم. لقد فكرت في الانضمام إلى النادي لأكثر من عام قبل أن تفعل ذلك أخيرًا. كان أول مدرب لمينشيك في النادي هو جيمس درويت، بطل النادي في في الجزء الأخير من ذلك العام، بدأت في تلقي دروس خاصة مع جيزا ماروتشي المجرية التي أصبحت فيما بعد واحدة من أوائل اللاعبين الذين حصلوا على لقب غراند ماستر (GM) في عام 1950. وقد جعلها هذا التدريب واحدة من لاعبات الشطرنج الوحيدات. في ذلك الوقت للمشاركة في التدريب الرسمي. لم تكن مينشيك قادرة على العمل مع ماروزي إلا في أوائل عام 1924 عندما غادر إنجلترا للذهاب إلى الولايات المتحدة. في هذه المرحلة، استأنفت التدريب مع درويت. على الرغم من أنها تدربت مع ماروزي لفترة قصيرة فقط، إلا أنها نسبت إليه الفضل في إلهامها لمحاولة المنافسة على مستوى أعلى.

## مهنة الشطرنج

### بطلة العالم للسيدات (1923–27)

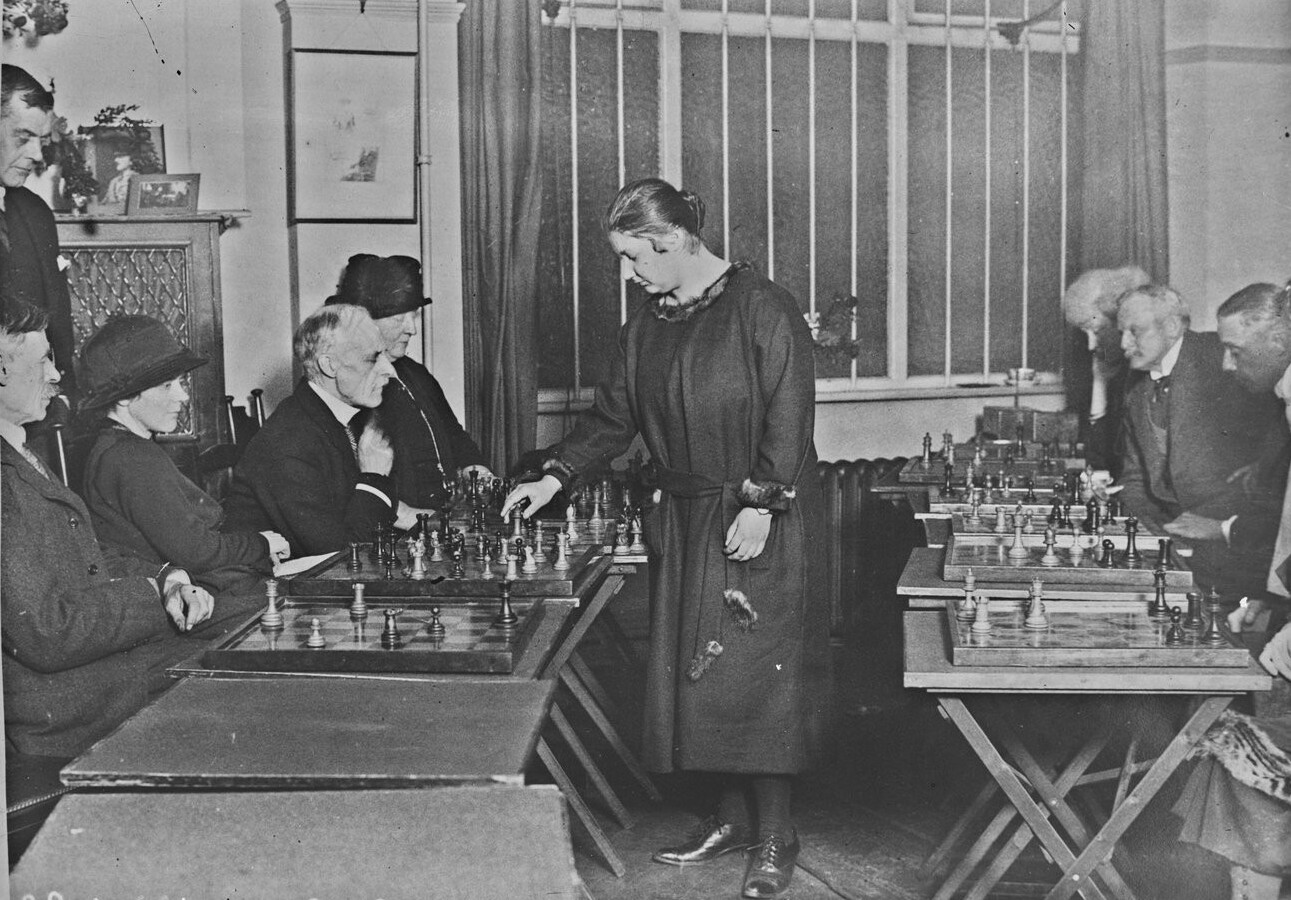
بعد فوز مينشيك ببطولة لندن للفتيات عام 1926، قدمت عرضًا متزامنًا مكونًا من 13 لوحة (في الصورة) في هذا الحدث، وسجلت +9–2=2.

بدأت مينشيك المنافسة بانتظام في بطولات الشطرنج في الأشهر القليلة الأولى لها في نادي هستينغز للشطرنج في عام 1923، بدءًا من مباراة داخل النادي بين فريق السيدات وفريق من لاعبي الدرجة الثالثة. لقد مثلت هستينغز لأول مرة في مسابقة كأس سيكستون بين الأندية في يونيو، ولعبت في اللوحة الثامنة والعشرين والأخيرة. بعد بضعة أشهر في سبتمبر، بدأت اللعب على مستوى المقاطعة لشرق ساسكس في اللوحة التاسعة والثلاثين من أصل 60. وكانت البطولة الأكثر أهمية التي شاركت فيها في ذلك العام هي قسم من الدرجة الأولى في مؤتمر هستينغز لعيد الميلاد 1923/24، والذي كان أعلى من مستوى الدرجة الثانية التي كانت تلعب فيها في الأشهر السابقة ومستويين أقل من أعلى مستوى دولي مشهور. على الرغم من أنها احتلت المركز السابع من بين عشرة لاعبات بنتيجة 3½/9، إلا أنها تعادلت مع إيديث برايس، بطلة السيدات البريطانية مرتين.
وبعد مرور عام، بدأت مينشيك في مواجهة برايس بانتظام لتحديد من هي اللاعبة الأفضل. كلاهما احتل المركز الثاني في القسم الخاص بهما على مستوى الدرجة الأولى في مؤتمر عيد الميلاد هستينغز 1924/25. لقد لعبوا مباراة فاصلة لتحديد أفضل امرأة من الدرجة الأولى، لكن المباراة انتهت بالتعادل. بسبب هذا التعادل بالإضافة إلى عدم قدرة مينشيك على المنافسة في بطولة الشطرنج البريطانية للسيدات لأنها لم تكن مواطنة، تحدت برايس مينشيك في مباراة. وانتهى بهم الأمر بلعب مباراتين من خمس مباريات، واحدة في أبريل والأخرى في يونيو. فازت مينشيك في كلتا المباراتين بنتيجة 3–2 (+2–1=2 و+3–2=0)، مما جعلها أفضل لاعبة في البلاد. حققت مينشيك نجاحًا كبيرًا آخر في أغسطس في بطولة ستراتفورد، حيث احتلت المركز الثاني بعد جورج توماس. فازت بمباراتها ضد توماس وحصلت على جائزة قدرها 8 جنيهات إسترلينية (ما يعادل حوالي 490 جنيهًا إسترلينيًا في عام 2022). في وقت ما خلال العام، اعترف اتحاد ساسكس للشطرنج رسميًا بمينشيك كلاعبة من الدرجة الأولى قبل أن تصل إلى الدور نصف النهائي من بطولة المقاطعة. أنهت مينشيك عام 1925 بلعب القسم الرئيسي في مؤتمر عيد الميلاد، وهي المرة الأولى التي توجد فيها لاعبة في هذا القسم. لقد احتلت المركز الأخير بالاشتراك مع ثلاثة آخرين، على الرغم من تعادلها مع أربعة من اللاعبين الخمسة الذين جاءوا في المركز الثاني من خلال المركز الخامس المشترك.
بدأت مينشيك تحظى باهتمام وسائل الإعلام قبل بطولة لندن للفتيات، حيث فازت في أول نسختين بدرجات ممتازة في عامي 1926 و1927. وكان هناك أكثر من 30 مصورًا من الصحافة حاضرين في يوم مراسم الافتتاح في النسخة الافتتاحية في المقام الأول. للإبلاغ عن مينشيك. كما أتيحت لها الفرصة للتحدث على راديو بي بي سي. حصلت أختها على المركز الثاني والوصيف في هاتين البطولتين. بين هذه البطولات، فازت مينشيك بقسم الاحتياط على المستوى الرئيسي في مؤتمر عيد الميلاد، وهو أول فوز ملحوظ لها في بطولة مفتوحة رفيعة المستوى. في العام التالي في البطولة في نهاية عام 1927، هزمت أبراهام باراتز، وهي لعبة اعترف بها على أنها أول انتصار لها على أستاذ معروف.
كان أكبر انتصار لمينشيك في عام 1927 هو أن تصبح أول بطلة للعالم للسيدات في سن 21 عامًا. استضاف الاتحاد الدولي للشطرنج (FIDE) أول أولمبياد للشطرنج في يوليو 1927 وقرر إقامة بطولة للسيدات بالتزامن مع هذا الحدث. أراد منظمو الحدث وتمكنوا من إقناع الاتحاد الدولي للشطرنج بإعلان الفائز في بطولة السيدات بأثر رجعي كأول بطلة عالمية للسيدات في الاتحاد الدولي للشطرنج. كانت البطولة عبارة عن جولة مكونة من 12 لاعباً تضم ممثلين عن ثماني دول أوروبية. فاز مينشيك بالبطولة بنتيجة 10½/11، وتعادلت مرة واحدة فقط ضد إديث ميشيل. لقد أنهت بفارق نقطة واحدة عن الوصيفة كاتارينا بيسكو، وبفارق 5 نقاط عن برايس التي جاءت في المركز السادس بنتيجة متساوية.

### الأحداث الرئيسية الأولى (1928–29)
بدأت مينشيك في لعب الأحداث على مستوى أستاذ دولي في عام 1928، بدءًا من سكاربورو في مايو حيث إدرجت في القسم الأول بعد اختيار لاعبين أمريكيين مدعوين. لقد أثبتت قدرتها على المنافسة على المستوى الأول، وحققت درجة متساوية قدرها 4½/9 لتحتل المركز السابع من أصل عشرة. وعلق ألكسندر أليخين، بطل العالم في ذلك الوقت، قائلا:

"إنها بلا شك ظاهرة، وانتصارها على فريد ييتس في الجولة الأولى سيكون تاريخيا". 

ظهرت مينشيك أيضًا لأول مرة في القسم الاحتياطي في مؤتمر هستينغز لعيد الميلاد في ذلك العام، ولعبت بانتظام في البطولة الرئيسية الرئيسية بعد ذلك حتى عام 1937.
خلال عام 1929، حققت مينشيك أنجح بطولة مفتوحة في مسيرتها المهنية في مؤتمر كينت في رامزغيت، وهو حدث لفريق شيفينينجن بين فريق بريطاني وفريق أجنبي، يضم كل منهما سبعة لاعبين. لعبت مينشيك في الفريق الأجنبي الذي ضم أيضًا بطل العالم السابق خوزيه كابابلانكا ومدربها السابق ماروتشي. ضم الفريق البريطاني توماس وييتس. فاز المنتخب الأجنبي بالبطولة بفارق كبير، وسجلت مينشيك هدفًا دون هزيمة 5/7 (+3–0=4) لتشارك المركز الثاني في فريقها وفي البطولة بشكل عام مع أكيبا روبنشتاين، الذي أتيحت له سابقًا فرصة التحدي لبطولة العالم. كانت متأخرة بفارق نقطة عن كابابلانكا ومتقدمة بنقطة على ماروتشي. لفت أداء مينشيك انتباهًا واسع النطاق وأدى إلى تلقيها بانتظام دعوات للعب البطولات الدولية في السنوات القادمة، أول اثنتين منها كانتا في باريس وكارلسباد في تشيكوسلوفاكيا في وقت لاحق من ذلك العام. ضم حدث كارلسباد الذي ضم 22 لاعبًا جميع أفضل اللاعبين في العالم تقريبًا. على الرغم من أن مينشيك لم يكن أداؤها جيدًا في أي من البطولتين، حيث احتلت المركزين الثاني والأخير على التوالي بنتيجة 3/11 و3/21، إلا أنها فازت بشكل ملحوظ بالمباريات ضد إدجارد كولي في باريس وكل من ألبرت بيكر وفريدريش ساميش في كارلسباد. كان ساميش أحد اللاعبين الأوائل الذين حصلوا على لقب أستاذ كبير. وجاء الفوز على بيكر بعد أن كان قد اقترح في وقت سابق من البطولة أن أي لاعب يهزم مينشيك سيعتبر عضوا في "نادي فيرا مينشيك". على الرغم من انخفاض درجة مينشيك، أكد ألكين من جديد أنها أظهرت الموهبة والإمكانات.
في بطولتها التالية في برشلونة، احتلت مينشيك المركز الثامن من بين خمسة عشر مشاركًا، وحصلت بفارق ضئيل على إحدى الجوائز المخصصة للثمانية الأوائل.

### الدفاع عن اللقب وانتصاران على إيوي (1930–32)

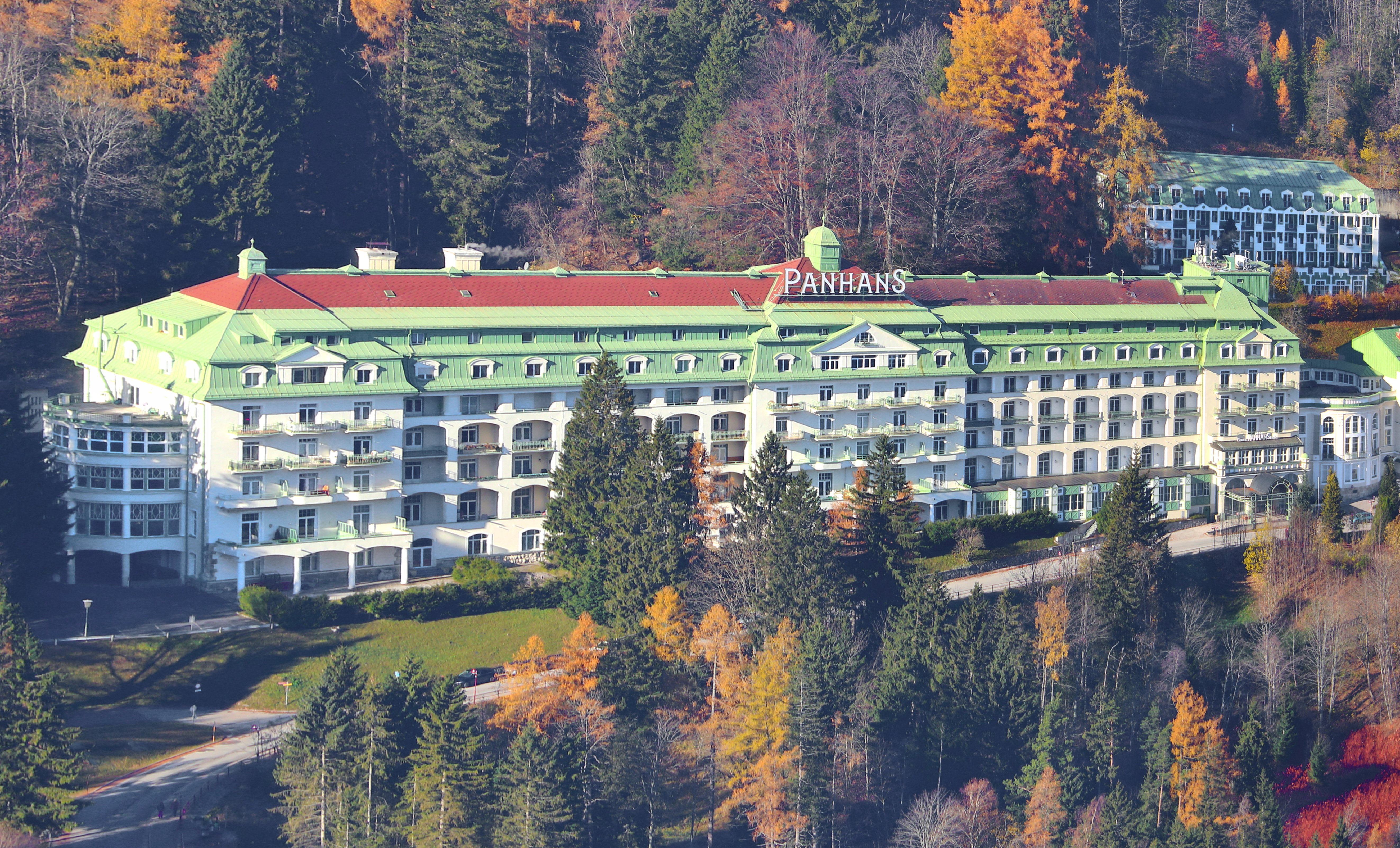
فندق جراند بانهانز، موقع مباراة بطولة العالم بين مينشيك وجراف في عام 1937

دافعت مينشيك عن لقب بطولة العالم للسيدات لأول مرتين في عامي 1930 و1931 في الأولمبياد في هامبورغ وبراغ على التوالي. لقد فازت في كلا النسختين، ولعبت كل منهما على شكل جولة مزدوجة تضم نفس اللاعبين الخمسة. سجلت 6½/8 في عام 1930 و8/8 في عام 1931. وفي نسخة 1930، فازت بنقطة واحدة، بعد أن تعادلت في مباراة ضد الوصيفة باولا وولف-كالمار وخسرت مباراة أمام صاحب المركز الثالث. والي هينشل، خسارتها الوحيدة في أي من بطولات بطولة العالم للسيدات. كانت نسخة عام 1931 هي الأولى من بين أربع بطولات عالمية متتالية حصلت فيها على النتيجة المثالية، وهي سلسلة امتدت إلى 45 مباراة في المجموع.
أفضل النتائج التي حققتها مينشيك في مؤتمر هستينغز لعيد الميلاد جاءت في أوائل الثلاثينيات. في نسخة 1930/31، هزمت ماكس إيوي، الفائز بالبطولة. كان إيوي راسخة بالفعل كواحدة من أفضل لاعبي الشطرنج في العالم وأصبحت في نهاية المطاف بطلة العالم بعد بضع سنوات في عام 1935. وقد اجتذب فوزها على إيوي تغطية صحفية عالمية. واجهت مينشيك بعد ذلك إيوي في النسخة التالية وفازت مرة أخرى. كما هزمت مير سلطان خان الذي احتل المركز الرابع في نفس البطولة. بشكل عام، سجلت مينشيك 4/9 لتحصل على المركز الخامس من أصل عشرة في بطولة 1931/32، وهي أفضل نتيجة في مسيرتها المهنية في مؤتمر عيد الميلاد. وجاءت أفضل نتيجة لها في العام التالي عندما احتلت المركز السادس المشترك.
معظم النجاحات الكبرى الأخرى التي حققتها مينشيك في أوائل الثلاثينيات حدثت أيضًا في إنجلترا. أصبحت بطلة نادي هستينغز للمرة الأولى والوحيدة في عام 1930. وفي العام التالي، حققت أحد أهم انتصارات البطولة في مسيرتها المهنية، حيث فازت بالقسم المفتوح الرئيسي في البطولة البريطانية عام 1931. أقيم القسم الرئيسي بالتزامن مع البطولة الوطنية، والتي لم تتمكن بعد من المشاركة فيها بسبب افتقارها إلى الجنسية، وكانت مخصصة للاعبين الدوليين رفيعي المستوى. فازت مينشيك بالقسم بنتيجة 11 سبتمبر غير مهزومة بفارق نقطة واحدة عن إدوارد جاكسون. اثنان من انتصاراتها السبعة جاءا ضد جاكسون وهاري غولومبيك.

### مباراتان مع جراف، ونجاح ماريبور (1933–37)
في العام التالي لدفاع مينشيك عن لقب بطولة العالم للسيدات للمرة الثالثة في عام 1933 في فولكستون، إنجلترا، حددت في مباراة غير رسمية من أربع مباريات من قبل سونيا جراف، وهي لاعبة ألمانية لم تلعب ضدها من قبل والتي تنافست أيضًا بانتظام في البطولات المفتوحة. استضافت المباراة ماكس إيوي في منزله. فازت جراف بالمباراة الأولى بالقطع السوداء قبل أن تتعافى مينشيك لتفوز بالمباريات الثلاث الأخيرة والمباراة. كان أداء جراف جيدًا بما يكفي ليناقش الاثنان إمكانية إقامة مباراة في بطولة العالم للسيدات في لندن. ومع ذلك، لم يتحقق ذلك أبدًا، ويرجع ذلك جزئيًا إلى أن جراف أضرت بسمعتها بخسارة مباراة 0-6 أمام بول هيواكر، الذي كان يُنظر إليه على أنه ملحن شطرنج أكثر من كونه لاعب شطرنج تنافسي. بعد دفاع مينشيك الرابع عن لقب بطولة العالم للسيدات في عام 1935 في وارسو، لعبت مينشيك وجراف أخيرًا مباراة ثانية قبل شهر من بطولة العالم للسيدات التالية في عام 1937. مثل المباراة السابقة، نظمت بشكل خاص، هذه المرة بمساعدة وليام زيمدين، صاحب فندق إستوني فاخر قام برعاية المباراة التي ستقام في فندق بانهانز الخاص به في سيمرينغ، النمسا. على عكس المباراة السابقة، اعترف بها من قبل الاتحاد الدولي للشطرنج في ذلك الوقت بالنسبة لقب بطولة العالم، وإن لم يكن لكأس بطولة العالم للسيدات. فازت مينشيك بالمباراة بشكل مقنع بنتيجة 11½ – 4½ (+9–2 = 5). بينما حصلت جراف على نتيجة 4/8 بالقطع البيضاء، فقد خسرت أول سبع مباريات لها بالقطع السوداء. لم تقترب جراف من تحدي مينشيك في بطولة العالم لعام 1937 أيضًا، حيث احتلت المركز الثالث المشترك بنتيجة 14/9 في أول ظهور لها في البطولة، بفارق خمس نقاط خلف مينشيك.
اثنتان من أبرز البطولات الدولية المفتوحة التي شاركت فيها مينشيك في الثلاثينيات كانتا في ماريبور في يوغوسلافيا وفي موسكو. كانت بطولة ماريبور في أغسطس 1934 واحدة من أكبر نجاحات مينشيك في البطولات الدولية المفتوحة. أنهت مينشيك المركز الثالث من أصل تسعة بنتيجة 5/8 خلف فاسيا بيرك ولاجوس شتاينر فقط، وكلاهما سيتم اختيارهما كأول بطولة دولية للماستر من قبل الاتحاد الدولي للشطرنج في عام 1950. ومن بين اللاعبين الذين أنهت السباق عليهم جوزيف ريجفير، ولايوس أشتالوس، وميلان فيدمار جونيور، الذين حصلوا جميعًا على لقب أستاذ دولي، ورودولف سبيلمان. في يوم رأس السنة الجديدة من العام التالي، تعادلت مينشيك مع إيوي في مؤتمر عيد الميلاد، وكانت آخر مواجهة بينهما. كانت بطولة موسكو عام 1935 مشابهة لبطولة كارلسباد عام 1929 من حيث الحجم ومن حيث أنها ضمت العديد من أفضل اللاعبين في العالم. وكانت أيضًا فرصة لمينشيك للعودة إلى مسقط رأسها. لم يكن أداؤها جيدًا، حيث سجلت 1½/19 دون أي انتصارات وثلاثة تعادلات. كانت أفضل نتيجة لها في المباراة هي التعادل مع سالو فلور، الذي احتل المركز الأول بالاشتراك مع ميخائيل بوتفنيك. لاقت هذه القرعة استحسان جمهور موسكو، ويرجع ذلك جزئيًا إلى أنها ساعدت اللاعب السوفيتي بوتفينيك على احتلال المركز الأول بدلاً من المركز الثاني أمام فلور. وأرجعت مينشيك نتائجها السيئة بشكل عام في البطولة إلى قضاء وقت فراغها في استكشاف المدينة.
البطولات الدولية الأخرى التي شاركت فيها مينشيك خلال منتصف الثلاثينيات كانت البطولة التشيكوسلوفاكية والقسم الدولي للبطولة البريطانية. في بطولة تشيكوسلوفاكيا، احتلت المركز الأخير بالاشتراك مع أربعة آخرين سجلوا 4½/11 في بطولة 1933 في منيتشوفو هراديستي. كانت بطولة مينشيك التشيكوسلوفاكية التالية في عام 1936 في بودبرادي، حيث احتلت المركز الثالث عشر من أصل ثمانية عشر بنتيجة 7/13 وتضمنت البطولة أيضًا لاعبين دوليين. بين تلك البطولات، كان أداء مينشيك أفضل في بطولة كبرى عام 1935 في البطولة البريطانية في يارموث، حيث سجلت 7/11 لتحتل المركز الثالث خلف صامويل ريشيفسكي وأدولف سيتز. فازت بمباراتها ضد الفائز بالبطولة ريشيفسكي الذي خسر في الوقت المحدد وحصلت على نتيجة مثالية في بقية البطولة. كما هزمت مينشيك جراف التي احتلت المركز السابع المشترك بنتيجة 5/11. كانت هذه هي المرة الوحيدة التي لعبت فيها مينشيك مع جراف في بطولة مفتوحة.

### بطولة العالم التنافسية للسيدات (1938–44)
بعد أن تزوجت مينشيك عام 1937، تمكنت من أن تصبح مواطنة بريطانية وتمثل إنجلترا في المسابقات. شاركت في مباراة عام 1938 بين بريطانيا وهولندا، وتعادلت في مباراتيها على اللوحة الثامنة من أصل عشرة ضد فيليم موهرينج. وفازت بريطانيا بالمباراة بفارق نقطة واحدة. في وقت لاحق من ذلك العام، أصبحت مينشيك أول امرأة تتنافس في البطولة البريطانية، وكان ظهورها الوحيد في هذا الحدث. لقد سجلت 5½ / 11 لتحتل المركز السابع من أصل اثني عشر. لقد وجهت جميع اللاعبين الذين وضعوا فوقها باستثناء جولومبيك. دافعت مينشيك عن لقبها في بطولة العالم للمرة الأخيرة 1939 في بوينس آيرس أقيمت البطولة بنظام الدوري من 20 لاعبًا. انتهت سلسلة انتصارات مينشيك التي استمرت تسع سنوات في 59 مباراة على الأقل في هذه البطولات عندما تعادلت في الجولة 11 على يد ميلدا لوبيرت. في الجولة التالية، كادت مينشيك أن يخسر أمام جراف لكنها تمكنت من التعافي والفوز بالمباراة على الرغم من أن جراف في مرحلة ما كانت قد حققت الفوز في نهاية المباراة. وبعد تعادل آخر في الجولة التالية، لم تخسر مينشيك أو تتعادل في أي من مبارياتها المتبقية وفازت بالبطولة بنتيجة 18/19 بفارق نقطتين عن جراف. لو فازت جراف بمباراتهم وكان كل شيء على حاله، لكانوا قد تقاسموا المركز الأول.
كانت بطولة العالم للسيدات عام 1939 هي المرة الأخيرة التي تمكنت فيها مينشيك من مغادرة بريطانيا بسبب الحرب العالمية الثانية التي بدأت خلال البطولة. كانت لا تزال قادرة على اللعب في بعض البطولات في إنجلترا. حصلت على نتيجة جيدة في مؤتمر عيد الفصح بلندن عام 1940 حيث احتلت المركز الثالث بنتيجة 6/9، خلف جولومبيك وبول ليست فقط، وقبل توماس. بعد ذلك بعامين، لعبت مينشيك مباراة ضد جاك ميس، الذي كان لا يزال منافسًا نشطًا بعمر 77 عامًا. كان ميسيس سابقًا واحدًا من أفضل عشرة لاعبين في العالم حوالي عام 1900 وأصبح لاحقًا أحد اللاعبين الأوائل الذين حصلوا على لقب أستاذ كبير. كانت هذه المباراة هي الأولى بين امرأة وشخص كان من أفضل لاعبي الرجال. هزمت مينشيك ميسس في المباراة 6½–3½ (+4–1=5). كانت مينشيك لا تزال تتنافس حتى وفاتها في عام 1944. وكان فريقها قد تأهل إلى الدور نصف النهائي في بطولة اتحاد الشطرنج للمقاطعات الجنوبية، وهي آخر بطولة لها، لكنها توفيت في اليوم السابق لموعد مباراتها التالية.

## أسلوب اللعب
كانت مينشيك لاعبة مركزية. وصفت مؤلفة الشطرنج إي جي آر كوردينجلي أسلوب لعبها بأنه "اتسمت لعبتها باللعب القوي في المراكز، بهدف محدد هو تحقيق نهاية مناسبة للعبة وتجنب المضاعفات الجامحة." قارن أسلوب لعبها بأسلوب صموئيل ريشفسكي وسالو فلور، لكنه ذكر أنها لم تكن بارعة مثلهم لأنها تفتقر إلى خيالهم. يشبه أسلوب مينشيك أيضًا أسلوب مدربتها جيزا ماروتشي. وأشار لاعبون آخرون مثل هاري جولومبيك وجوليوس دو مونت أيضًا إلى افتقارها إلى الخيال باعتباره السبب وراء عدم كونها لاعبة ذات مستوى أعلى. من ناحية أخرى، ألكين وكابابلانكا، بطلي العالم اللذان لعبا ضدها في أغلب الأحيان، لم يروا مثل هذا النقص واعتقدوا أن لديها إمكانات أكبر. لعبت مينشيك الشطرنج بسلوك هادئ على اللوح. وُصِفت بأنها جلست "طوال اللعبة ويداها أمامها دون تحريك أي عضلة في وجهها". أشاد جيدون ستالبرغ، أحد الأساتذة الأوائل، بروحها الرياضية، قائلاً: "كانت فيرا مينشيك مرتاحة في انتصاراتها وخسائرها. عندما فاز أحد المنافسين بمباراة جيدة، كانت أول من هنأته". كان أسلوب لعب مينشيك السلبي يُنظر إليه على أنه يشبه شخصيتها السلبية.
كانت مينشيك تفضل لعب 1.d4 (لعبة بيدق الملكة) بالقطع البيضاء على الحركات الأولى الأخرى. باستخدام القطع السوداء، دافعت عادةً ضد 1.e4 (لعبة King's Pawn) مع الدفاع الفرنسي (1.e4 e6). لقد دافعت بانتظام ضد 1.d4 مع رفض مناورة الملكة (1.d4 d5 2.c4 e6). كان الدفاع الفرنسي هو الافتتاح الأكثر ارتباطًا بمينشيك. ألقت محاضرة حول هذا الافتتاح في نادي هستينغز للشطرنج في وقت مبكر من عام 1928. صرح هيو ستور بيست، وهو لاعب تلقى دروسًا مع مينشيك، أن الدفاع الفرنسي كان محور تعليماتها حول اللعب بالقطع السوداء. نسبت مينشيك الفضل إلى جيمس درويت في تحسين فهمها للفتحات المغلقة، بينما نسبت الفضل إلى ماروتشي في تحسين الجوانب النظرية في لعبتها. وعلق جولومبيك قائلاً إن مينشيك "عرفت نظريتها جيدًا: الافتتاحيات وكذلك الألعاب النهائية".

## إرث

### الإنجازات
كانت مينشيك بلا شك أفضل لاعبة شطرنج قبل الحرب العالمية الثانية. كانت أول بطلة للعالم في الشطرنج للسيدات من عام 1927 حتى وفاتها في عام 1944. إن فترة بطولتها التي دامت 17 عامًا تقريبًا كبطلة العالم للسيدات هي الأطول في تاريخ الشطرنج، قبل أطول فترة حكم لنونا غابرينداشفيلي والتي استمرت 16 عامًا من عام 1962 إلى عام 1978. وعهد مايا تشيبوردانيدزه لمدة 13 عامًا من عام 1978 إلى عام 1991. وكان إيمانويل لاسكر، بطل العالم في الشطرنج لمدة 27 عامًا من عام 1894 إلى عام 1921، هو اللاعب الوحيد الذي يتمتع بفترة أطول كبطل للعالم. كان ألكسندر ألكين أيضًا بطل العالم لمدة 17 عامًا، مقسمة بين عهدين.
كانت مينشيك هي المرأة الأولى والوحيدة التي قبلت بدرجة أستاذ دولي في الفترة التي كانت تتنافس فيها. أقرب امرأة أخرى جاءت لتحدي مينشيك عندما كانت بطلة العالم للسيدات كانت سونيا جراف، المرأة الأخرى الوحيدة التي تنافست بشكل أساسي في البطولات المفتوحة عالية المستوى في ذلك الوقت، وإن لم تكن على مستوى عالٍ مثل مينشيك. أسست جراف نفسها كلاعبة قادرة على المنافسة في عام 1931 عندما بدأت العمل مع إدوارد ديكهوف وزيغبرت تاراش. كان لدى جراف أسلوب مهاجم الفعلي يتعارض تمامًا مع أسلوب مينشيك السلبي. كان لدى مينشيك سجل مهيمن ضد جراف +15-3 = 5. بعد جراف، كانت برايس هي اللاعبة الأخرى الوحيدة التي حققت عدة انتصارات معروفة ضد مينشيك، وإن كان ذلك قبل أن تصبح بطلة العالم. المرأة الأخرى الوحيدة التي حققت أي انتصارات مسجلة ضد مينشيك هي والي هينشل في بطولة العالم للسيدات وإلين سوندرز.
لم تحصل مينشيك على لقب الأتحاد الدولي للشطرنج أبدًا لأن الأتحاد الدولي للشطرنج لم يقم بإنشاء ألقاب أستاذ كبير أو أستاذ دولي حتى عام 1950 بعد وفاتها ولم يمنحوا لقبًا لأي شخص بعد وفاتها. كان لدى مينشيك سجل يبلغ حوالي 25٪ ضد اللاعبين على مستوى أستاذ كبير وسجلت ما يقرب من 50٪ ضد اللاعبين على مستوى أستاذ دولي. على هذا النحو، فهي معروفة عمومًا كلاعبة على مستوى قوة المراسلة الفورية. كان ماكس إيوي هي بطلة العالم الوحيدة التي فازت أو تعادلت ضدها، على الرغم من أنها حققت ذلك (في عامي 1930 و1931) قبل أن يصبح إيوي بطل العالم.
أبطال العالم الوحيدون الآخرون الذين واجهتهم بانتظام هم كابابلانكا وأليكين، اللذان فازا بجميع مبارياتهما التسع والثماني ضدها على التوالي. ومع ذلك، أشاد كل من كابابلانكا وأليكين بانتظام بقدرة مينشيك. عندما سُئلت "هل هناك أي امرأة لعبت الشطرنج بشكل جيد" في عام 1932، أجابت كابابلانكا: "واحدة. اسمها فيرا مينشيك. لقد لعبت ضدي وهي قوية جدًا".

### نادي فيرا مينشيك

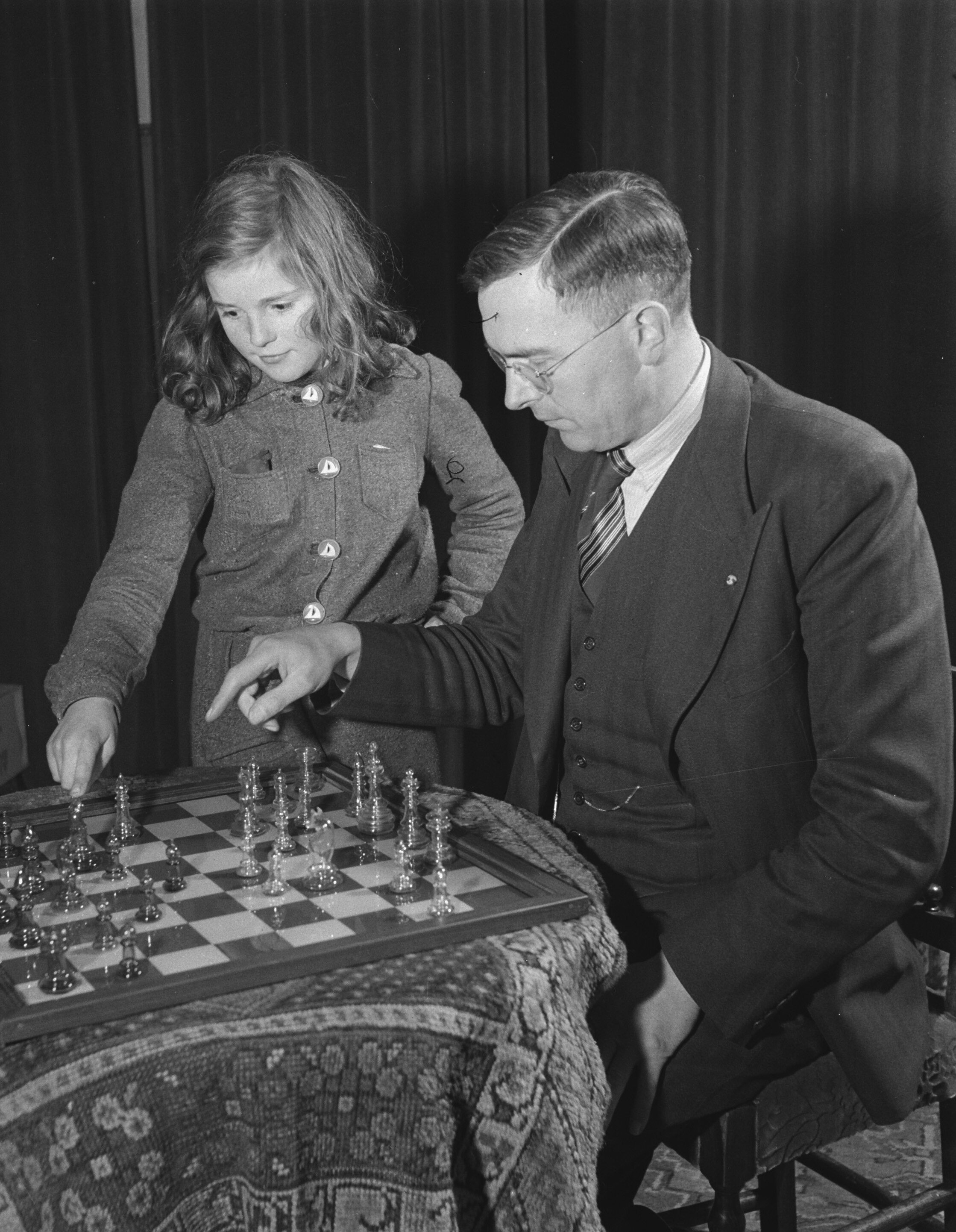
حقق مينشيك فوزين ضد ماكس إيوي (في الصورة عام 1945 مع ابنته)، بطل العالم من 1935 إلى 1937، في أربع مباريات في البطولة. لهذا السبب، كان إيوي أحد اللاعبين الذين أطلق عليهم اسم «رئيس» نادي فيرا مينشيك.

حققت مينشيك فوزين على ماكس إيوي (في الصورة عام 1945 مع ابنته)، بطل العالم من عام 1935 إلى عام 1937، في أربع مباريات بالبطولة. لهذا السبب، كان إيوي أحد اللاعبين الذين عينوا "رئيسًا" لنادي فيرا مينشيك.
قيل إن اللاعبين ذوي المستوى الرئيسي الذين خسروا أمام مينشيك هم "أعضاء" في "نادي فيرا مينشيك"، وهو المصطلح الذي استخدمه هؤلاء اللاعبون رفيعو المستوى والصحافة. نشأ هذا المفهوم في بطولة كارلسباد عام 1929 عندما اقترح ألبرت بيكر الفكرة كوسيلة للسخرية بعد خسارة مينشيك مباراتها في الجولة الافتتاحية. كما اقترح اعتبار اللاعبين الذين تعادلوا ضد مينشيك "أعضاء مرشحين". قبل نفس البطولة، سخر صحفي الشطرنج هانز كماك أيضًا مينشيك بقوله إنه "سيذهب إلى المسرح كراقصة باليه" إذا سجلت مينشيك أكثر من ثلاث نقاط. أصبح بيكر نفسه أول عضو في النادي عندما خسر أمام مينشيك في الجولة الثالثة. وعلى الرغم من أن مينشيك سجلت ثلاث نقاط فقط بالضبط في كارلسباد، إلا أن كموتش أعرب عن أسفه لتصريحه وسلوكه في ضوء أداء مينشيك في منتصف البطولة. نمت شعبية فكرة النادي بعد البطولة وذكرت بشكل روتيني في الصحافة بعد ذلك. ماكس إيوي وجورج توماس، وكلاهما حصل على نتائج سلبية ضد مينشيك، إعلن كل منهما "رئيسًا" للنادي من قبل الصحافة أو لاعبين آخرين على مستوى أستاذ دولي في مناسبات مختلفة.
من بين 27 لاعبًا منحوا لقب أستاذ كبير من قبل الأتحاد الدولي للشطرنج في عام 1950، كان أربعة منهم أعضاء في نادي فيرا مينشيك، وثمانية منهم كانوا أعضاء مرشحين، وستة لعبوا مع مينشيك لكنهم لم يخسروا أو يتعادلوا ضدها في مباراتين لكل منهما. في المتوسط، بينما لم يواجهها التسعة الباقون أبدًا. أعضاء أستاذ كبير الافتتاحيون هم: ماكس إيوي (+2–1=1)، جاك ميس (+5–3=6)، صامويل ريشيفسكي (+1–1=0)، وفريدريك ساميش (+1–0=0)، حيث يتم وضع سجلات مينشيك ضد كل لاعب بين قوسين. كان أعضاء النادي المرشحون لجنرال موتورز الافتتاحيون هم سالو فلور (+0–7=3)، إرنست جرونفيلد (+0–0=2)، أندور ليلينتال (+0–1=2)، جيزا ماروتشي (+0–1= 3)، ميغيل ناجدورف (+0–0=2)، أكيبا روبنشتاين (+0–1=1)، سافيلي تارتاكوير (+0–3=2)، وميلان فيدمار (+0–1=2).
كان من بين الأعضاء الآخرين في النادي لاعبان حصلا على لقب أستاذ كبير الفخري من الأتحاد الدولي للشطرنج، وهما إيرو بوك (+1–0=0) وهاري جولومبيك (+1–4=4). من بين اللاعبين الذين حصلوا على لقب أستاذ دولي في النادي كونيل هيو أودونيل ألكساندر، ألبرت بيكر، ستيفان فازيكاس، جوزيف ريجفير، لايوس شتاينر، جورج توماس، وويليام وينتر، من بين آخرين. واجهت مينشيك أيضًا العديد من اللاعبين ذوي المستوى الرئيسي الذين لم يتم اعتبارهم مطلقًا لأي ألقاب من الأتحاد الدولي للشطرنج، عادةً لأنهم ماتوا بالفعل قبل أن يبدأ الأتحاد الدولي للشطرنج بمنح الألقاب. كان إدجارد كولي ومير سلطان خان عضوين في النادي المعروفين عمومًا بأنهما يتمتعان بقوة أستاذ كبير. كان ريجينالد ميشيل وفريد ييتس عضوين في النادي المعروف عمومًا بأنهما من قوة الرسائل الفورية التي هزمتها مينشيك عدة مرات. كان جورج توماس الخصم الأكثر تكرارًا لمينشيك بين اللاعبين ذوي المستوى الرئيسي وحصلت على نتيجة إيجابية ضده +10-6 = 13 في نتائجهم المعروفة.

### شطرنج نسائي
عندما وصلت مينشيك لأول مرة إلى إنجلترا، كان عدد لاعبي الشطرنج الذكور يفوق عدد لاعبات الشطرنج الإناث بشكل كبير، خاصة في المسابقات. تنافست النساء في المقام الأول ضد نساء أخريات، وكان لا يزال من الشائع أن لا تسمح نوادي الشطرنج للنساء بالانضمام. كانت هناك بعض النساء يتنافسن على مستوى الدرجة الثانية، وكانت أفضلهن يتنافسن على مستوى الدرجة الأولى. في مؤتمر هستينغز لعيد الميلاد على وجه الخصوص، كانت مينشيك أول لاعبة تتجاوز مستوى الدرجة الأولى وتلعب في القسم الرئيسي في عام 1925، ووصلت بعد ذلك إلى الاحتياطيات في القسم الأول على المستوى الدولي في عام 1928 والقسم الرئيسي الرئيسي في العام التالي.
على الرغم من أن مينشيك كانت لها علاقات مع إنجلترا وتشيكوسلوفاكيا وروسيا، إلا أنه لم يتم الاعتراف بها بشكل كامل على أنها تنتمي إلى أي من هذه البلدان. ولم تتمكن من أن تصبح مواطنة بريطانية حتى عام 1937. وعلى الرغم من أنها مثلت تشيكوسلوفاكيا في أكثر سنواتها نجاحًا، إلا أنها لم تكن تتحدث اللغة التشيكية ونادرا ما تمكنت من زيارة البلاد. كانت بطولة موسكو عام 1935 هي المرة الوحيدة التي تمكنت فيها من العودة إلى روسيا بعد مغادرتها. بعد وفاة مينشيك، لم يبذل أي من البلدان التي مثلتها جهداً قوياً للحفاظ على إرثها. الدولة التي سعت إلى مواصلة إرثها أكثر من غيرها على المدى القريب كان الاتحاد السوفييتي. كان أحد أسباب دعوة مينشيك إلى بطولة موسكو هو الأمل في أن يساعد ظهورها في الحدث في تعزيز لعبة الشطرنج للسيدات السوفييتيات. وبعد ما يزيد قليلاً عن عقدين من الزمن، كتبت اللاعبة السوفيتية وبطلة العالم السابقة للسيدات إليسافيتا بيكوفا أول سيرة ذاتية عن مينشيك. صرحت بيكوفا أن زيارة مينشيك لموسكو كانت مصدر إلهام لها للاهتمام الجاد باللعبة.
نجح الاتحاد السوفييتي في أن يصبح الدولة الرائدة في لعبة الشطرنج للسيدات بعد وفاة مينشيك. بدأوا في إقامة البطولات النسائية عام 1932، وبعد ظهور مينشيك في موسكو عام 1935، كان هناك 5000 امرأة تتنافس على التأهل لهذه البطولات في العام التالي. على مدى ما يقرب من 40 عامًا، فازت اللاعبات السوفييت ببطولات العالم للسيدات الخمس عشرة التالية، والتي أعيد تنظيمها في المقام الأول كمباريات بعد فوز ليودميلا رودنكو باللقب الشاغر في عام 1950. وكان غالبية هذا النجاح من قبل اللاعبتين الجورجيتين غابرينداشفيلي وتشيبوردانيدزه. فقط بيكوفا وأولغا روبتسوفا، البطلتين من عام 1953 إلى عام 1962، كانوا روس. ولدت رودنكو في الجزء الأوكراني من الإمبراطورية الروسية، لكنها عاشت لاحقًا في موسكو. كان الأبطال الثلاثة الأوائل هم الفائزات الثلاث الأوائل في بطولة العالم للسيدات 1949/50 لتحديد خليفة مينشيك. لم تهيمن رودنكو على البطولة بالطريقة التي كانت تفعلها مينشيك دائمًا، حيث كانت نتيجة فوزها البالغة 12/15 أقل من أي نسبة مئوية لمينشيك، على الرغم من فوز رودنكو على أقرب منافسيها. لم يُنظر إلى أي من هؤلاء الأبطال الثلاثة على أنها جيدة مثل مينشيك، على الرغم من أنه كان من الصعب إجراء مقارنة مناسبة لأن الثلاثة كانوا يبلغون من العمر 40 عامًا على الأقل عندما أصبحوا أبطالًا ولأن أياً منهم لم تتنافس ضد أفضل اللاعبين الذكور. كانت رودينكو أول امرأة تحصل على لقب أستاذ دولي في عام 1950. وحصلت بيكوفا وروبتسوفا أيضًا على لقب أستاذ دولي عندما أصبحتا بطلة العالم للسيدات. اعتبرا غابرينداشفيلي وتشيبوردانيدزه البطلتين المهيمنتين التاليتين بعد مينشيك، نظرًا لاحتفاظ كل منهما باللقب لأكثر من عقد من الزمن ونجاحهما في البطولات المفتوحة. لقد كانتا المرأتين الأولى والثانية على التوالي اللتين حصلتا على لقب أستاذ كبير.
نظرًا لأن فيرا مينشيك كانت أفضل لاعبة شطرنج بسهولة، فقد أدى أسلوب لعبها التمركزي السلبي إلى الصورة النمطية القائلة بأن النساء لا يمكن أن يكن لاعبات تكتيكيات هجوميات جيدات. في لعبة الشطرنج الحديثة، توجد الصورة النمطية المعاكسة، ويُعتقد أن أقوى لاعبات الشطرنج الإناث يميلن إلى اتباع أساليب هجومية. أصبحت هذه الأساليب الأكثر عدوانية مرتبطة بغابرينداشفيلي ولاحقًا جوديت بولغار، والتي تُعرف الأخيرة على نطاق واسع بأنها أفضل لاعبة شطرنج في التاريخ. بولغار نفسها قادرة أيضًا على اتباع أسلوب لعب استراتيجي طويل المدى.

### مرتبة الشرف

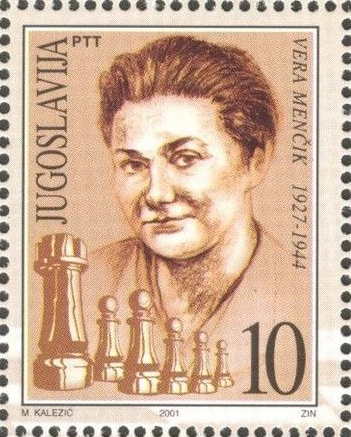
مينشيك على طابع عام 2001 من يوغوسلافيا

إدخلت مينشيك في قاعة مشاهير الشطرنج العالمية في عام 2011. وكانت المنضمة السادسة عشرة وأول امرأة يتم تجنيدها. عندما بدأ الاتحاد الدولي للشطرنج باستضافة أولمبياد الشطرنج للسيدات في عام 1957، أطلقوا على كأس البطولة للفريق صاحب الميدالية الذهبية اسم كأس فيرا مينشيك. احتفلت الأتحاد الدولي للشطرنج بالذكرى الخمسين لوفاتها بجعل عام 1994 "عام فيرا مينشيك". وقد ظهرت مينشيك على طوابع البريد في عدد قليل من البلدان المختلفة، بما في ذلك جمهورية التشيك في عام 1996.
أقيمت بطولات تذكارية مختلفة على شرف مينشيك. في الستينيات، استضاف نادي هستينغز للشطرنج بطولة للناشئين لبضع سنوات على الأقل للاعبين المحليين تحت سن 15 عامًا بناءً على إصرار من جهة مانحة مجهولة. استضاف نادي دي بي بي للشطرنج (DPP) في براغ في جمهورية التشيك نصب فيرا مينشيك التذكاري، وهي بطولة سريعة مفتوحة سنوية أو نصف سنوية بدأت في عام 2016 وعقدت خمس مرات اعتبارًا من عام 2022. بدأ الاتحاد الإنجليزي للشطرنج في استضافة نصب كابلين مينشيك التذكاري في لندن. في عام 2022، سُميت على اسم مينشيك والراعي شركة كابلين سيستمز. كانت النسخة الافتتاحية عبارة عن بطولة دائرية للسيدات مكونة من عشرة لاعبات مصممة لمنح اللاعبين ذوي الألقاب الأقل وغير الملقبين الفرصة لكسب معايير ألقاب أستاذ دولي للسيدات وأستاذ كبير للسيدات. كانت هذه أول بطولة تذكارية لمينشيك تستضيفها إنجلترا منذ البطولة المفتوحة في ميدستون عام 1994 لعام فيرا مينشيك.
بسبب ظروف وفاة مينشيك، لقد نجت بعض جوائزها. يعرض نادي هستينغز للشطرنج ميدالية مينشيك الذهبية تكريمًا لعهدها الطويل كبطلة العالم للسيدات. وكانت الميدالية في حوزة زوج أختها. حسب نيويورك تايمز تم التغاضي عنها في سبتمبر 2022.

## الحياة الشخصية

### عائلة
تزوجت مينشيك من روفوس هنري ستريتفيلد ستيفنسون في أكتوبر 1937 عندما كان عمرها 31 عامًا وكان عمره 59 عامًا. وغيرت اسمها إلى فيرا ستيفنسون، لكنها ما زالت تستخدم اسم ميلادها في المسابقات. كان ستيفنسون متزوجًا سابقًا من أغنيس لوسون، وهي لاعبة شطرنج أخرى رفيعة المستوى شاركت في بطولات بطولة العالم للسيدات، حتى وفاتها في عام 1935. أثناء زواج مينشيك، عاشت مع زوجها في لندن، بعد أن انتقلت بالفعل إلى منطقة بايزووتر في لندن. المدينة بعد توليه منصبًا تدريبيًا في نادي إمباير الاجتماعي هناك في عام 1931. عمل ستيفنسون صيدليًا وكان مديرًا بارزًا للشطرنج وكان يتمتع ببعض الخبرة كلاعب شطرنج تنافسي، بعد أن فاز ببطولة مقاطعة كينت. شغل منصب السكرتير الفخري لاتحاد الشطرنج في المقاطعات الجنوبية لمدة 26 عامًا، ثم أصبح فيما بعد السكرتير الفخري لاتحاد الشطرنج البريطاني بدءًا من عام 1938. وفي هذه الأدوار، بدأت مسابقات المقاطعات، وجمع الأموال، وسعى إلى الترحيب باللاعبين الأقل خبرة في اللعبة. كان أيضًا محررًا للأخبار ومديرًا للاشتراكات في مجلة الشطرنج البريطانية. بينما كان زوجها محررًا، أثرت مينشيك على المجلة لتشمل المزيد من التغطية لبطولات الشطرنج النسائية وغيرها من المواضيع المتعلقة بالشطرنج النسائي. تزوج مينشيك وستيفنسون لمدة تزيد قليلاً عن خمس سنوات حتى وفاته في فبراير 1943. وبحلول عام 1940، بدأت صحته في التدهور بالفعل. يُعتقد أن مينشيك وستيفنسون كان لهما زواج قوي.
كانت أولغا شقيقة مينشيك أيضًا لاعبة شطرنج بارعة. حصلت على المركز الأول على قدم المساواة في بطولة لندن للفتيات في عام 1928، وهو العام الذي تلا تقدم فيرا في السن بحيث لم تتمكن من المشاركة، وانتهى بها الأمر بالمركز الثاني بعد خسارة المباراة الفاصلة. شاركت أولجا في منافسات بطولة العالم للسيدات إلى جانب فيرا مرتين. أفضل نتيجة لها كانت في عام 1935 عندما احتلت المركز الرابع من أصل عشرة بنتيجة 5½/9، بفارق ½ نقطة عن صاحبة الميدالية البرونزية. لقد خسرت أمام أختها، وتعادلت ضد خصومها الخمسة الآخرين. كان الظهور الوحيد الآخر لأولجا في بطولة العالم للسيدات التالية في عام 1937 عندما احتلت المركز السابع عشر من بين 26 لاعبة بنتيجة 6½/14. لم تواجه فيرا هذه المرة بسبب النظام السويسري المستخدم في هذه البطولة.

### عمل
كانت مينشيك تكسب لقمة عيشها في المقام الأول من خلال المناصب المتعلقة بالشطرنج. على الرغم من أنها لم تكن لاعبة محترفة بدوام كامل، إلا أنها استكملت الجائزة المالية المحدودة التي حصلت عليها في المنافسة من خلال إعطاء دروس الشطرنج، والعمل كمحررة شطرنج في مجلات مختلفة، والعمل كمضيفة في أندية شطرنج مختلفة. كما كسبت المال من خلال إقامة معارض متزامنة. كانت مينشيك محررة لمجلة الشطرنج الاجتماعي مع وليام وينتر وعملت لاحقًا ككاتبة عمود افتتاحي ومحررة ألعاب لمجلة الشطرنج خلال الحرب العالمية الثانية. خلال الحرب أيضًا، أصبحت مينشيك مديرة المركز الوطني البريطاني للشطرنج في لندن في سبتمبر 1939. وشغلت هذا المنصب لمدة عام تقريبًا حتى دمر المبنى بنيران عندما قصفت طائرات لوفتفافه الألمانية لندن أثناء الغارة في وقت مبكر من الحرب العالمية الثانية. بعد قصف لندن، انضمت مينشيك إلى نادي غرب لندن للشطرنج. عندما أصبحت دروس الشطرنج أقل شعبية خلال الحرب، كانت الطريقة الأخرى التي كسبت بها مينشيك المال هي إعطاء دروس في لعبة الورق بريدج.

### شخصية
كانت مينشيك محبوبة بشكل عام بسبب شخصيتها الأنيقة واهتمامها بالآخرين. كانت شعبيتها أحد الأسباب التي جعلتها تتلقى دعوات بانتظام للمشاركة في البطولات. مينشيك، مثل معظم اللاعبين الآخرين الذين يتمتعون بقوة أستاذ دولي، لم تكن تهدف إلى التفاني الكامل في لعبة الشطرنج مقارنة بغالبية أفضل اللاعبين في العالم وأولئك الذين يتمتعون بقوة أستاذ كبير. أقوى حدثين في مسيرة مينشيك المهنية في كارلسباد وموسكو كانا يقعان في البلدين الآخرين حيث كانت تربطها علاقات. في هذه البطولات، اغتنمت مينشيك الفرصة لزيارة والدها في الأول وزارت العديد من المعالم السياحية في المدينة، وهي العوامل التي ربما ساهمت في حصولها على المركز الأخير في هذه الأحداث. كانت بعض اهتمامات مينشيك الترفيهية الأخرى هي مشاهدة المسرحيات والأفلام ولعب التنس وتشكيل الطين.

## موت خلال الحرب العالمية الثانية
قُتلت مينشيك في 26 يونيو 1944 عندما دمر منزلها في جنوب لندن في إصابة مباشرة بواحدة من أولى الهجمات بالقنابل الطائرة في-1 خلال الحرب العالمية الثانية. كما قُتلت شقيقتها ووالدتها في الهجوم حيث لجأت الأسرة بأكملها إلى الطابق السفلي من منزلهم. كان لديهم خيار الاختباء في ملجأ من القنابل في الفناء الخلفي لمنزلهم أو في ملجأ أسفل محطة مترو أنفاق شمال كلابهام القريبة، وكلاهما نجا من الهجوم. ومع ذلك، فإنهم لم يعرفوا ما إذا كانكان لديك ما يكفي من الوقت للوصول إلى أي من الملجأ. كانت هذه القنابل الطائرة عبارة عن صواريخ موجهة أطلقتها القوات الجوية الألمانية من الأراضي المحتلة عبر بحر المانش لعدة أشهر اعتبارًا من 13 يونيو قبل أسبوعين فقط من وفاة مينشيك حتى أكتوبر. كان مداها متوسطًا يبلغ 160 ميلًا، لكنها كانت غير دقيقة للغاية بحيث لا يمكن توجيهها إلى هدف محدد. وبسبب هذا القيد، فقد استخدمت بقصد قتل المدنيين بشكل عشوائي من بعيد وإثارة الرعب بين عامة السكان. كانت عائلة مينشيك من بين ما يزيد قليلاً عن 6000 ضحية خلال نصف عام تقريبًا من الهجمات بالقنابل. عندما دمرت القنبلة منزل عائلة مينشيك، فُقدت أيضًا معظم السجلات المتعلقة بحياة فيرا في الهجوم، بما في ذلك سجلات الألعاب وكتاباتها وجوائزها. إحدى الجوائز القليلة الباقية كانت الميدالية الذهبية التالفة التي حصلت عليها مينشيك لتكريم بطولتها التي دامت اثني عشر عامًا كبطلة للعالم في عام 1939.